# 玛格丽特·埃尔芬斯通
玛格丽特·埃尔芬斯通（Margaret Elphinstone，1948年—），是一名苏格兰作家，出生于英格兰肯特郡。

## 簡歷
玛格丽特·埃尔芬斯通出生于肯特郡。她曾就读于位于伦敦的女王学院与杜伦大学，直到最近还担任着格拉斯的斯特拉斯克萊德大學英文系写作课教授一职，目前已经退休。其学术研究领域为苏格兰作家及苏格兰近海岛屿文学。
玛格丽特·埃尔芬斯通在冰岛、格陵兰、拉布拉多及美国进行了大量的学习考察。她在设德兰生活了八年,是两位孩子的母亲。
在2003年成为教授之前，埃尔芬斯通在不同地方做过不同种类的工作。其中所收获的经历在后来她的作品中有所体现：
- 小说《島民》（Islanders）是基于她在设德兰群岛的帕帕斯朵爾岛上所参与的考古挖掘经历所创作的。
- 在加洛韦从事过园艺师之后的埃尔芬斯通写了两本园艺书
- 在中密歇根大学生活的一年期间與在渥太華河的皮划艇探险促成了之后小说《Voyageurs》的问世

## 所获奖项
- 1990 Scottish Arts Council Writer's Bursary
- 1991 Scottish Arts Council Travel Award

作品《The Sea Road》
- 1993 Scottish Arts Council Writer's Bursary
- 1994 Scottish Arts Council Travel Award
- 2001 Scottish Arts Council Spring Book Award

作品《Hy Brasil》
- 1997 Scottish Arts Council Writer's Bursary

作品《Voyageurs》
- 2000 Scottish Arts Council Writer's Bursary